# Dirigenti della Bibliothèque nationale de France
Nel corso della storia dell'istituzione della Bibliothèque nationale de France, i suoi dirigenti hanno avuto titoli differenti.

## Bibliotecari della Nazione
- 1792-1793: Jean-Louis Carra e Sébastien-Roch Nicolas de Chamfort
- 1793: Coeuihle (interim)
- 1793-1795: Jean-Baptiste Lefevre de Villebrune

## Presidenti del Conservatoire
- 1795-1796: André Barthélemy de Courcay
- 1796-1798: Jean Augustin Capperonnier
- 1798-1799: Adrien-Jacques Joly
- 1799-1800: Aubin-Louis Millin de Grandmaison

## Amministratore
- 1800-1803: Jean Augustin Capperonnier

## Presidenti del Conservatoire
- 1803-1806: Pascal François Joseph Gossellin
- 1806-1829: Bon-Joseph Dacier
- 1830-1831: Joseph Van Praet
- 1832: Jean Pierre Abel-Rémusat
- 1832: Joseph Van Praet
- 1832-1837: Antoine-Jean Letronne

## Direttori della Bibliothèque royale
- 1838-1839: Edme François Jomard
- 1839: Charles Dunoyer
- 1839-1840: Antoine-Jean Letronne

## Amministratori generali della Bibliothèque nationale
- 1840-1858: Joseph Naudet
- 1858-1874: Jules Taschereau (la Comune di Parigi nominò direttore Jean-Pierre Michel Reclus, detto Élie Reclus nel 1871)
- 1874-1905: Léopold Delisle
- 1905-1913: Henry Marcel
- 1913-1923: Théophile Homolle
- 1923-1930: Pierre-René Roland Marcel
- 1930-1940: Julien Cain
- 1940-1944: Bernard Faÿ
- 1945-1964: Julien Cain
- 1964-1975: Étienne Dennery
- 1975-1981: Georges Le Rider
- 1981-1984: Alain Gourdon
- 1984-1987: André Miquel
- 1987-1993: Emmanuel Le Roy Ladurie

## Presidente dell'établissement public de la Bibliothèque de France
- 1990-1993: Dominique Jamet

## Présidenti della Bibliothèque nationale de France
- 1994-1997: Jean Favier
- 1997-2002: Jean-Pierre Angremy
- 2002-2007: Jean-Noël Jeanneney
- dal 2007: Bruno Racine